# Harper Moor
Koordinaten: 52° 56′ 0″ N, 11° 32′ 23″ O
Das Harper Moor ist ein Naturschutzgebiet in der Gemeinde Zehrental im Landkreis Stendal und der Stadt Arendsee (Altmark) im Altmarkkreis Salzwedel in Sachsen-Anhalt.
Das Naturschutzgebiet mit dem Kennzeichen NSG 0273 ist 296 Hektar groß. Ein 120 Hektar großer Bereich im Landkreis Stendal ist gleichzeitig als FFH-Gebiet „Der Most bei Harpe“ ausgewiesen. Das Gebiet steht seit 2006 unter Schutz (Datum der Verordnung: 3. Mai 2006). Zuständige untere Naturschutzbehörden sind die der Landkreis Stendal und der Altmarkkreis Salzwedel.
Das Naturschutzgebiet liegt nordöstlich von Arendsee (Altmark). Es stellt ein entwässertes Niedermoor am Südrand des Elbe-Urstromtals und daran angrenzende Binnendünenbereiche unter Schutz. In weiten Teilen des Schutzgebietes stocken Wälder. Die trockeneren Bereiche werden dabei vorwiegend von Nadelholzforsten eingenommen. Der Kernbereich des Naturschutzgebietes wird von feuchten bis nassen Standorten mit Birken- und Erlenbruchwäldern sowie Feuchtwiesen und Sümpfen geprägt. Im nordöstlichen Bereich herrschen Grünlandflächen vor. Auf den Moorböden wachsen u. a. Königsfarn und Glockenheide.
Im Naturschutzgebiet ist u. a. der Kranich heimisch. Weiterhin kommen hier Amphibien und Reptilien wie Moorfrosch, Kreuzkröte und Kreuzotter sowie Fledermäuse wie Braunes Langohr, Fransenfledermaus, Großer Abendsegler, Große Bartfledermaus und Rauhautfledermaus vor.
Das Naturschutzgebiet entwässert über Gräben zum Lileigraben, dessen Wasser über weitere Wasserläufe zur Seege, einem linken Nebenfluss der Elbe, fließt. Die Wiesen im Naturschutzgebiet werden teilweise extensiv als Mähwiesen genutzt. Die Waldbestände werden unter Berücksichtigung des Naturschutzzweckes genutzt, wobei nicht standortgerechte Nadelholzbestände in Laub- und Mischwaldbestände umgewandelt werden sollen. Durch das Naturschutzgebiet verläuft ein Wirtschaftsweg.